# Полезные ископаемые Руанды
Полезные ископаемые Руанды — полезные ископаемые (минеральные ресурсы), найденные и добываемые на территории Руанды.

## Основные виды полезных ископаемых[1]
Недра Руанды небогаты полезными ископаемыми.
Однако в стране есть многочисленные месторождения:
- руд олова;
- вольфрама;
- ниобия и тантала, содержащих также бериллий, молибден, золото;
- природного горючего газа и нефти, сосредоточенного в озере Киву.

Также в стране есть месторождения известняков, песчаников, пуццоланов, глин, пемзы, торфа, драгоценных камней и графита.

### Золото
Залежи золота в стране небогаты, их добывают по горным рекам.

### Олово[2]
Месторождения олова в Руанде представляют собой продолжение оловоносной зоны района озера Киву. В стране 89 предприятий по добыче олова.

### Газ[3]
Компания ContourGlobal, США, подписала контракт с правительством Руанды на извлечение газа, растворенного в водах озера Киву. Газ будет использоваться на нужды электроэнергетики. Стоимость проекта составляет 325 млн долларов Электроэнергией, производимой на электростанции, помимо Руанды снабжаются Уганда и Бурунди.
По контракту, заключённому на 25-летний срок, электроэнергию будет покупать руандийская электрораспределительная компания Electrogaz. ContourGlobal вела предварительные исследования в течение двух лет. В водах озера, по оценкам, содержится около 56 млрд м³ метана и ещё в пять раз больше углекислого газа, выделившихся в результате вулканической активности несколько сот лет назад. Извлекаемые запасы газа оцениваются в 36,8 млрд м³.

#### Нефть
В январе 2025 года  управление по добыче полезных ископаемых Руанды заявило, что в озере Киву обнаружены потенциальные запасы нефти.
В апрели 2025 года управление по добыче полезных ископаемых Руанды провело 2D исследования и обнаружила наличие нефти в озере Киву. 